# Гатенадзе, Хасан Юсупович
Хасан Юсупович Гатенадзе (1910 год, село Бобоквати, Батумская область, Кутаисская губерния, ССР Грузия — 1999 год, село Бобоквати, Кобулетский муниципалитет, Грузинская ССР) — агроном колхоза имени Молотова Кобулетского района, Аджарская АССР, Грузинская ССР. Герой Социалистического Труда (1951).

## Биография
Родился в 1910 году в крестьянской семье в cеле Бобоквати Батумской области (сегодня — Кобулетский муниципалитет). С раннего возраста трудился в сельском хозяйстве. Во время коллективизации вступил в местный колхоз имени Молотова Кобулетского района (с 1956 года — колхоз села Бобоквати Кобудетского района), председателем которого с 1946 года был Леван Александрович Цулукидзе. В последующем получил высшее сельскохозяйственное образование и продолжил трудиться агрономом в этом же колхозе.
В своей деятельности применял передовые агротехнические методы, в результате чего в колхозе значительно повысилась урожайность сельскохозяйственных культур. За выдающиеся трудовые достижения в 1949 году был награждён Орденом Трудового Красного Знамени. По итогам работы в 1950 году колхоз сдал государству в целом по 5098 килограмм сортового зелёного чайного листа с каждого гектара с площади 83,8 гектара. Указом Президиума Верховного Совета СССР от 1 сентября 1951 года удостоен звания Героя Социалистического Труда за «получение в 1950 году высоких урожаев сортового зелёного чайного листа» с вручением ордена Ленина и золотой медали «Серп и Молот» (№ 6138).
Этим же Указом званием Героя Социалистического Труда были также награждены председатель колхоза Леван Александрович Цулукидзе и звеньевой Теврад Османович Джинчарадзе.
После выхода на пенсию проживал в родном селе Бобоквати. С 1969 года — персональный пенсионер союзного значения. Умер в 1999 году.
Награды
- Герой Социалистического Труда
- Орден Ленина
- Орден Трудового Красного Знамени (19.07.1950)
- Медаль «За трудовое отличие» (02.04.1966)
- Медали ВСХВ.